# Národní park Eškol
Národní park Eškol (hebrejsky: גן לאומי אשכול, Gan le'umi Eškol) je národní park v Izraeli, v Jižním distriktu.

## Geografie
Leží v nadmořské výšce necelých 100 metrů v severozápadní části Negevské pouště v místech, kde jednoznačně aridní oblast centrálního Negevu přechází v zemědělsky využívanou krajinu na okraji tohoto regionu. Park se nachází cca 12 kilometrů západně od města Ofakim a 3 kilometry západně od vesnice Urim. Protéká jím vádí Nachal Besor.

## Popis parku
Národní park má rozlohu cca 3500 dunamů (3,5 kilometru čtverečního). Slouží pro rekreační účely, nacházejí se tu piknikové areály. Na severní straně parku se zvedá nevýrazné návrší Chirbet Šalala (ח'ירבת שלאלה) s výhledem do okolí. Během první světové války zde probíhaly střety mezi australskými vojáky a Turky. Na místě byly tehdy objeveny zbytky staveb z byzantského období. Uprostřed parku je další vrcholek s archeologickými pozůstatky. Parkem protéká vádí Nachal Besor, které tu vytváří jezírka a do kterého tu vtékají místní prameny.